# باسميلغيس
باسميلغيس (بالليتوانية: Pasmilgys) هي قرية صغيرة تقع في بلدية أليتوس الإقليمية ضمن مقاطعة أليتوس في ليتوانيا.

## السكان
وفقًا لتعداد السكان الليتواني لعام 2011، بلغ عدد سكان القرية شخصًا واحدًا فقط، مما يجعلها واحدة من أصغر التجمعات السكانية في البلاد من حيث عدد السكان.